# 卢海潮
卢海潮（1946年—2023年1月6日），广州粤剧名伶，是香港著名演员卢海鹏的胞弟。与黄俊英、杨达等著名相声演员并称“羊城笑星”。

## 生平
他参演过不少受观众喜爱的电视剧，如《外来媳妇本地郎》、《广州人家》等。
盧海潮的兒子盧挺（播音名盧俊宇）为广东广播电视台知名主持、配音演员。
2023年1月6日上午9时25分因病逝世。